# Comitatul Pope, Arkansas
Comitatul Pope, conform originalului din limba engleză, Pope County, este unul din cele 75 de comitate ale statului american Illinois. Conform Census 2000 populația totală era de 54.469 de locuitori. Sediul comitatului este localitatea Russellville.
Comitatul a fost format la 2 noiembrie 1829 dintr-o parte a comitatului Crawford, fiind numit după John Pope, cel de-al treilea guvernator al Teritoriului Arkansas. Este un comitat care interzice producerea, comercializarea și folosirea alcoolului, care este numit în engleză dry county.
Pope County este parte a Zonei micropolitane statistice a localității Russellville.

## Geografie
Conform biroului de recensăminte al Statelor Unite ale Americii, United States Census Bureau, comitatul are o suprafață de 2.152 km² (adică 831 mile patrate), dintre care 2.103 km² (sau 812 mile pătrate) reprezintă uscat, iar restul de 49 km² (sau 19 mi²), este apă (2,27 %).

### Drumuri importante
- Interstate 40
- U.S. Highway 64
- Arkansas State Highway 7
- Arkansas State Highway 16
- Arkansas State Highway 27
- Arkansas State Highway 124

### Comitate înconjurătoare
- Comitatul Newton - nord-vest
- Comitatul Searcy și Comitatul Van Buren - nord-est
- Comitatul Conway - sud-est
- Comitatul Yell - sud
- Comitatul Logan - sud-vest
- Comitatul Johnson - vest

### Zoneprotejate naţional
- Holla Bend National Wildlife Refuge (parțial)
- Ozark National Forest (parțial)

## Demografie
|  | Graficele sunt indisponibile din cauza unor probleme tehnice. Mai multe informații se găsesc la Phabricator și la wiki-ul MediaWiki. |

Date: Wikidata - grafică realizată de Wikipedia